# Satyagraha
Satyagraha (/ˌsætɪəˈɡrɑːhɑː/; sanscrită सत्याग्रह satyāgraha) — tradus larg ca "insistența pe adevăr" (satya "adevăr"; agraha "insistență" sau "a se ține strâns") sau agățându-se de adevăr sau forța adevărului — este o anumită formă de rezistență nonviolentă sau rezistență civilă. Termenul satyagraha a fost lansat și dezvoltat de către Mahatma Gandhi (1869-1948). El a desfășurat Satyagraha în Mișcarea Indiană de Independență  și, de asemenea, în luptele anterioare din Africa de Sud pentru drepturile indienilor. Teoria Satyagrahei a influențat campaniile lui Martin Luther King Jr. și ale lui James Bevel în timpul Mișcării pentru Drepturile Cetățenești în Statele Unite ale Americii (1954-1968), și multe alte mișcări similare pentru justiție socială. Persoana care practică Satyagraha este un 
satyagrahi.

## Originea și semnificația numelui

Gandhi conducând în 1930 Marșul Sării, un exemplu notabil de Satyagraha.

Termenul își are originea într-o competiție lansată în ziarul Indian Opinion din Africa de Sud, în 1906. Maganlal Gandhi, nepotul unui unchi al lui Gandhi a venit cu cuvântul Sadagraha și a câștigat premiul. Ulterior, pentru a-l face mai clar, Gandhi l-a schimbat în Satyagraha. "Satyagraha" este un cuvânt din tatpuruṣa  compus din cuvintele sanscrite satya (adevărul) și agraha (" insistență politicoasă", sau "a se ține ferm"). Satya este derivat din cuvântul "sat", care înseamnă "a fi". Nimic nu este sau există în realitate, cu excepția Adevărului. În contextul satyagraha, Adevărul, prin urmare, include:                     a) Adevărul în vorbire, spre deosebire de minciună,     b) ceea ce este real, spre deosebire de inexistent (asat) și 
    c) bun, opus răului. Acest lucru este critic în înțelegerea lui Gandhi  și a credinței în non-violență: "lumea se sprijină pe temelia care este satya sau adevărul. Asatya, adică neadevărul, înseamnă, de asemenea, inexistentul, și satya sau adevărul, de asemenea, înseamnă ceea ce este. Dacă neadevărul nu există, victoria sa este iese din discuție. Și adevărul fiind ceea ce este, nu poate fi niciodată distrus. Aceasta este doctrina satyagraha in nuce. "Pentru Gandhi, satyagraha a mers mult dincolo de simpla "rezistență pasivă" și a devenit forță practicând metodele non-violente. În cuvintele sale:
În septembrie 1935, o scrisoare către P. K. Rao, Servants of India Society, Gandhi a contestat afirmația că ideea sa despre Nesupunere Civilă a fost preluată din scrierile lui Thoreau.
Gandhi a descris-o după cum urmează:

## Deosebirea față de "rezistența pasivă"
Gandhi deosebea satyagraha de rezistența pasivă în următoarea scrisoare:

## Ahimsa și satyagraha
Este important să rețineți legătura intrinsecă între ahimsa și satyagraha. Satyagraha este folosit uneori pentru a se referi la întregul principiu al nonviolenței adulte în cazul în care este în esență același ca ahimsa și, uneori, folosit cu referire la acțiunea directă , care este în mare măsură obstructivă, de exemplu, sub forma nesupunerii civile.
Gandhi a spus:

### Definirea succesului
Evaluarea măsurii în care ideea de satyagraha a lui Gandhi  a fost sau nu de succes în lupta pentru independența Indiei este o sarcină complexă. Judith Brown a sugerat că "aceasta este o strategie politică și tehnică care, pentru a obține rezultatele, depinde de particularitățile istorice." Viziunea lui Gandhi diferă de ideea că obiectivul în orice conflict este în mod necesar învingerea adversarului sau împiedicarea atingerii obiectivelor de către  adversar; sau să-și îndeplinească propriile obiective în ciuda eforturilor depuse de adversar pentru a-l împiedica. În satyagraha, prin contrast, "obiectul acțiunii este de a-l converti, iar nu de a-l constrânge pe rău-făcător."  Adversarul trebuie să fie convertit, cel puțin într-atâta încât să nu se mai opună scopului, pentru ca această cooperare să aibă loc. Există cazuri când un adversar, de exemplu un dictator, trebuie să fie destituit, neputându-se aștepta convertirea lui. Satyagrahii ar socoti acest lucru ca un succes parțial.

### Mijloace și scopuri
Teoria satyagrahei vede mijloacele și scopurile ca inseparabile. Mijloacele utilizate pentru a obține un final sunt ambalate in și atașat în acest scop. Prin urmare, este contradictoriu să încercați să utilizați nedrept modalitate de a obține în justiție sau de a încerca să folosească violența pentru a obține pacea. Ca Gandhi a scris: "Ei spun, 'mijloace sunt, la urma urmei, înseamnă'. Aș spune, 'mijloace sunt, la urma urmei, totul'. Ca mijloace, astfel încât la sfârșitul..."
Gandhi a folosit un exemplu pentru a explica acest lucru:
Gandhi a respins ideea că nedreptatea ar trebui, sau chiar s-ar putea fie combătută "prin orice mijloace";   dacă utilizați violenta, constrângerea, nedreptățirea, indiferent ce rezultat veți obține, el va încorpora această nedreptate. Celor care predicau violența și-i numeau pe nonviolenți lași, el le-a răspuns: "eu cred că, în cazul în care nu există posibilitatea de a alege între lașitate și violență, atunci eu aș recomanda violența....Aș vedea mai degrabă India recurgând la arme pentru a-și apăra onoarea ei decât, în modul cel mai laș, să devină sau să rămână martora neputincioasă a propriei ei dezonoare....Dar eu cred că nonviolența este infinit superioară violenței, iertarea este mai bărbătească decât pedeapsa."

### Satyagraha contra Duragraha
Esența Satyagrahei este faptul că urmărește să elimine antagonismele, fără a afecta pe antagoniști ei înșiși, spre deosebire de rezistența violentă care are menirea de a provoca un pericol pentru antagonist. Un satyagrahi, prin urmare, nu caută să termine sau să strice relația cu un antagonist, ci urmărește să-l transforme sau "să-l purifice" la un nivel superior. Un eufemism folosit uneori pentru Satyagraha este că aceasta este o "forță tăcută" sau o "forță a sufletului " (un termen folosit, de asemenea, de Martin Luther King Jr. în faimosul său discurs  "Am un vis" ). Ea înarmează cu putere morală, mai degrabă decât cu putere fizică. Satyagraha este, de asemenea, numită o "forță universală," deoarece, în esență, "nu face nici o distincție între rud și străini, tineri și bătrâni, bărbați și femei, prieten și dușman."
Gandhi punea în contrast satyagraha (rezistența prin adevăr), cu duragraha (rezistența prin forță), arătând că protestul mai mult îi hărțuiește pe adversari, decât îi luminează. El a scris: "Nu trebuie existe nici nerăbdare, nici barbarie, nici insolență, nici presiune nejustificată. Dacă vrem să cultivăm un spirit cu adevărat democratic, nu ne putem permite să fim intoleranți. Intoleranța trădează lipsa de credință în propria cauză."
Nesupunerea civilă și refuzul cooperării, așa cum este practicată sub Satyagraha se bazează pe "legea suferinței", o doctrină care susține că acceptarea suferinței este un mijloc pentru un scop. Acest scop, de obicei, implică o înălțare morală sau progresul unui individ sau al unei societăți. Prin urmare, refuzul cooperării în Satyagraha este de fapt un mijloc de a asigura cooperarea adversarului în conformitate cu adevărul și dreptatea.

## Conflictul la scară largă
Atunci când se utilizează satyagraha într-un conflict politic la scară largă implicând nesupunerea civilă, Gandhi credea că satyagrahii trebuie să se supună de instruirii pentru asigurarea disciplinei. El a scris că "doar atunci când oamenii și-au dovedit activ loialitatea prin supunerea la legile statului vor dobândi dreptul la Nesupunere Civilă."
Prin urmare, el a împărtășit satyagrahilor principiile morale:
1. să apreciezi celelalte legi ale statului și să li te supună de bună voie
2. să tolerezi aceste legi, chiar și atunci când acestea nu-ți convin
3. să fii dispus să suporți suferința, pierderea proprietății și să înduri suferința care ar putea fi provocată familiei și prietenilor[14]

Această ascultare trebuie să fie nu aproape forțată, ci extraordinară:

### Principiile
Gandhi a imaginat satyagraha nu doar ca pe o tactică pentru a fi folosită în lupta politică acută, dar și ca un solvent universal pentru nedreptate și rău. El a simțit că ea este la fel de aplicabilă în lupta politică la scară largă cât și în conflictele interpersonale și că ar trebui să fie predată tuturor oamenilor.
El a fondat Sabarmati Ashram pentru a preda satyagraha. El le-a cerut satyagrahilor să urmeze următoarele principii (Yamas descrise în Yoga Sutra):
1. Non-violență (ahimsa)
2. Adevăr – acesta include onestitate, dar merge dincolo de ea ca să însemne viață pe deplin în acord cu și devotat a ceea ce este adevărat.
3. Să nu furi
4. Castitate (brahmacharya) – aceasta include castitate sexuală dar, de asemenea, subordonarea altor dorințe senzuale devotamentului primar față de adevăr
5. Non-posesie (nu la fel ca sărăcia)
6. Muncă trupului sau munca pentru pâine
7. Controlul palatului
8. Curaj
9. Respect egal pentru toate religiile
10. Strategia economică, cum ar fi boicotarea mărfurilor exportate (swadeshi)

Cu o altă ocazie, el a enumerat șapte reguli ca "esențiale pentru fiecare satyagrahi din India":
1. trebuie să avem o credință vie în Dumnezeu
2. trebuie să credem în adevăr și în non-violență și să credem în bunătatea inerentă a naturii umane pe care el se așteaptă să o evoce prin suferință în satyagraha efort
3. trebuie să ducem o viață castă, și să fim dispuși să murim sau să ne pierdem toate bunurile
4. trebuie să fii un purtător obișnuit de khadi
5. trebuie să ne abținem de la alcool și alte droguri
6. trebuie de bunăvoie să efectueze toate regulile de disciplina formulate
7. trebuie să se supună regulilor închisorii, cu excepția cazului în care acestea sunt special concepute pentru a distruge respectul de sine

### Reguli pentru campaniile pentru satyagraha
Gandhi a propus o serie de reguli pentru satyagrahi de urmat într-o campanie de rezistență:
1. Să fii port pe timp de furtună, nu mânie.
2. Să înduri furia adversarului.
3. Să nu ripostezi la atacuri sau pedeapsă; dar nu asculta, de teama de pedeapsă sau de atac, de un ordin dat la furie
4. Supune-te de bună voie arestării sau confiscării proprietății
5. Dacă ești un administrator de proprietate, apără (non-violent!) acea proprietate de confiscare, cu viata ta
6. Nu blestema sau înjura
7. Nu insulta adversarul
8. Nu saluta, dar nici nu insulta drapelul adversarului
9. dacă cineva încearcă să-l insulte sau să-l atace pe adversar,  apără-ți adversarul (non-violent) cu viata ta
10. La închisoare, să te comporți politicos și să te supui regulilor închisorii (cu excepția celor care sunt contrare respectului de sine)
11. Ca deținut, nu cere tratament favorabil special
12. Ca deținut, nu te repezi în încercarea de a obține facilități a căror privare nu implică nici un prejudiciu respectului de sine
13. Cu bucurie supune-te ordinelor liderilor acțiunii nesupunerii civile
14. Nu alege ordinele cărora să te supui, dacă  găsești acțiunea în întregul ei ca  necorespunzătoare sau imorală, întrerupe total legătura cu acțiunea respectivă
15. Nu face participarea ta condiționată fașă de camarazii tăi
16. Nu deveni un motiv de certuri locale
17. Nu luați parte la astfel de certuri
18. Evită ocaziile care ar putea da naștere la certuri locale
19. nu lua parte la procesiuni care ar răni sentimentele religioase ale altor comunități

## Utilizarea de către Mișcarea pentru Drepturile Civile din Statele Unite
Teoria Satyagrahiei a influențat, de asemenea, multe alte mișcări nonviolente și de rezistență civilă. De exemplu, Martin Luther King, Jr. a scris în autobiografia sa despre influența lui Gandhi asupra dezvoltării ideilor cu privire la Mișcarea pentru Drepturi Civile din Statele Unite ale Americii:

## Holocaustul
Având în vedere persecuția nazistă a evreilor din Germania, Gandhi a oferit satyagraha ca o metodă de combatere a opresiunii și a genocidului, afirmând:
Când Gandhi a fost criticat pentru aceste declarații, el a răspuns într-un alt articol intitulat "Răspuns la câteva întrebări":
În mod similar, anticipând un posibil atac asupra Indiei de către Japonia în timpul celui de al doilea Război Mondial, Gandhi a recomandat satyagraha ca un mijloc de apărare națională (ceea ce este acum numit uneori "Apărare civilă - Civilian Based Defense - CBD - sau "apărare socială"):

## A se vedea, de asemenea,
- Nonviolență
- Portalul patrimoniului Gandhi
- Revoluția puterii oamenilor
- Mișcarea de rezistență
- Marșul sării
- Program constructiv
- Gandhi ca un strateg politic
- Activismul politic în Kerala